# ليزا كاوبينين
ليزا كاوبينين (بالفنلندية: Liisa Kauppinen)‏ ناشطة عالمية للصم ورئيسة سابقة للاتحاد العالمي للصم، ولدت في 12 مايو 1939

 في نورمو، فنلندا.
في عام 2013، حصلت على جائزة الأمم المتحدة لحقوق الإنسان.

## سيرتها الشخصية
ولدت ليزا وهي تستطيع السمع في نورمو 12 مايو 1939

  ثم بعد بضع سنوات، أصبحت صماء.
حصلت ليزا كوبينين، رئيسة الاتحاد العالمي للصم (WFD) من عام 1995 إلى عام 2003، على جائزة الأمم المتحدة لحقوق الإنسان في يوم الأمم المتحدة لحقوق الإنسان في 10 ديسمبر 2013 في نيو نيويورك. جائزة الأمم المتحدة لحقوق الإنسان هي جائزة شرفية تمنح كل خمس سنوات للأفراد والمنظمات تقديراً لإنجازاتهم البارزة في مجال حقوق الإنسان. لقد تمت مقارنتها بجائزة نوبل للسلام، لكن هذه الجائزة ليست مصحوبة بأي أموال.
انضمت ليزا كوبينن إلى قائمة الفائزين بجائزة الأمم المتحدة لحقوق الإنسان، بمن فيهم السيدة الأولى السابقة الأمريكية إليانور روزفلت، والرئيس السابق لجنوب إفريقيا، ومارتن لوثر كينغ، والرئيس السابق نيلسون مانديلا، وجيمي كارتر الرئيس الأسبق للولايات المتحدة، ولويز أربور، مفوض الأمم المتحدة السامي السابق لحقوق الإنسان، وغيرهم الكثير.
عملت د. كوبينن في الاتحاد العالمي للصم (WFD) لأكثر من 30 عامًا. أصبحت أول رئيسة للاتحاد العالمي للصم في عام 1995، بعد أن شغلت منصب نائب الرئيس (من عام 1983) وأمين عام (من عام 1987). كانت المديرة التنفيذية للجمعية الفنلندية للصم من 1976 إلى 1987 ومن 1991 إلى 2006. عملت بنشاط مع قادة المنظمات الدولية للأشخاص ذوي الإعاقة كعضو ورئيس للهيئة الحاكمة للتحالف الدولي للإعاقة. رئيس متفرغ للWFD منذ عام 2003 والرئيس الفخري لل WFD منذ عام 2011، وقد ألهمت مجتمعات الصم على الصعيد الدولي، وكانت «صوتا» واضحا وذكيا حول الحاجة إلى الدفاع بوضوح عن حقوق الإنسان للصم على المستوى المحلي الوطني والدولي. بفضل التزامها، تعترف العديد من البلدان الآن رسميًا بثقافة الصم ولغات الإشارة الوطنية الخاصة بها.
لقد كانت الدكتورة كوبينين فعالة خصوصًا في تضمين إشارات إلى لغات الإشارة وثقافات الصم ومجتمعات الصم وهوية الأشخاص الصم في اتفاقية الأمم المتحدة لحقوق الأشخاص ذوي الإعاقة (CRPD) ومع ذلك، لا يركز عمل الدكتورة كوبينن في مجال حقوق الإنسان حصريًا على حقوق الأشخاص الصم، بل أيضًا على حقوق الإنسان على نطاق أوسع. عززت حقوق النساء والنساء ذوات الإعاقة من خلال التعاون مع الناشطين الآخرين في مجال حقوق الإنسان والمسؤولين الحكوميين والمنظمات الدولية غير الحكومية.
لقد أدى شغف الدكتور كوبنن بالعمل الدولي إلى العديد من مشاريع التعاون الإنمائي في مجالات مثل التطوير التنظيمي وتوثيق لغة الإشارة وخدمات ترجمة لغة الإشارة ومشاريع التدريب على الحقوق مع مجتمعات الصم في أفريقيا وآسيا الوسطى وجنوب شرق آسيا والبلقان وروسيا. أدى عمل الدكتورة كوبينن إلى زيادة عدد البلدان الأعضاء في الاتحاد العالمي للصم؛ بزيادة 71 دولة بين عامي 1983 و 2003. يستفيد الأشخاص الصم في هذه المناطق الآن من جمعيات وخدمات أفضل للصم، وزيادة الاعتراف والدعم المستمر من WFD. على الرغم من تقاعدها الآن، إلا أنها لا تزال تشارك في عمل WFD كمستشارة متطوعة في أمانة WFD في هلسنكي، فنلندا، البلد الذي ولدت ونشأت فيه.
استلهم رئيس WFD الحالي، كولن ألين، منجزات ليزا في اجتماع الأمم المتحدة الرفيع المستوى الأخير حول الإعاقة والتنمية، قائلًا: «فقط عندما تفي الحكومات بالتزاماتها بموجب اتفاقية الأمم المتحدة لحقوق الأشخاص ذوي الإعاقة التي تتيح للأشخاص الصم الوصول إلى المساواة في حياتهم اليومية». عندها فقط سيتم تحقيق طموح ليزا، بعد حياة كاملة مكرسة للأشخاص الصم للوصول إلى المساواة.

### الاتحاد العالمي للصم
في الثمانينيات، انضمت ليزا كوبينن إلى الاتحاد العالمي للصم، حيث تم انتخابها نائبة للرئيس في 1983 . في عام 1987 أصبحت أمينة عامة. هي أول امرأة تتولى رئاسة الاتحاد، حيث كانت رئيسة من عام 1995 إلى 2003 . بين عامي 1983 و2003، زاد عدد الدول الأعضاء في الاتحاد بسرعة بفضل هذا النشاط فازدادت العضويات 71 عضوية..
في تقاعدها، هي مستشارة متطوعة في الاتحاد العالمي للصم.

## الجمعية الفنلندية للصم
كانت رئيسة الجمعية الفنلندية للصم من 1976 إلى 1987 ومن 1991 إلى 2006.

## جوائز وتكريمات
- جائزة إدوارد مينر جالوديت من جامعة جالوديت في عام 1991 [12]
- شهادة فخرية من جامعة جالوديت [13] في عام 1998
- الرئيس المتفرغ للاتحاد العالمي للصم منذ عام 2003
- الرئيس الفخري للاتحاد العالمي للصم منذ عام 2011
- الدكتوراه الفخرية من كلية ترينيتي في دبلن، جامعة دبلن، أيرلندا في عام 2013 [14]
- جائزة الأمم المتحدة لحقوق الإنسان في عام 2013

### روابط خارجية
- (بالإنجليزية) الموقع الرسمي للاتحاد العالمي للصم
- بيان صحفي للأمم المتحدة
- مقال من الاتحاد العالمي للصم حول ليزا كوبينين